# Nasuella olivacea
Nasuella olivacea là một loài động vật có vú trong họ Gấu mèo Bắc Mỹ, bộ Ăn thịt. Loài này được Gray mô tả năm 1865.

## Hình ảnh

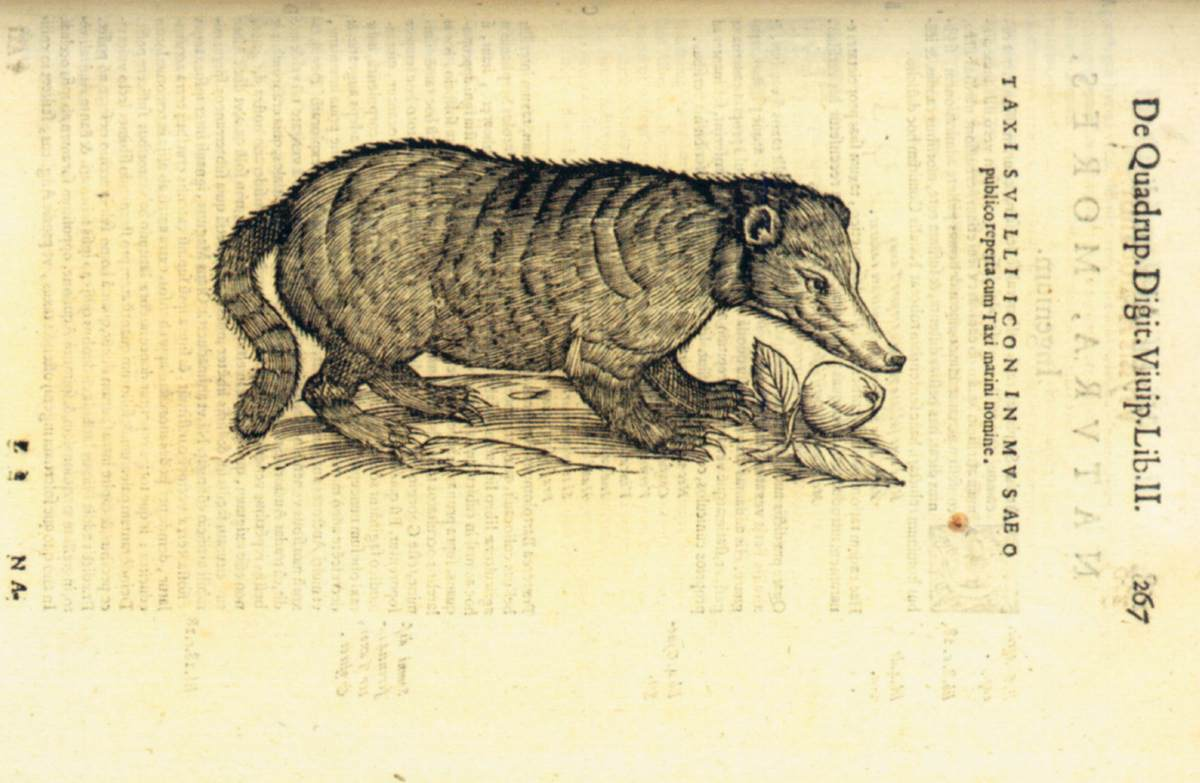
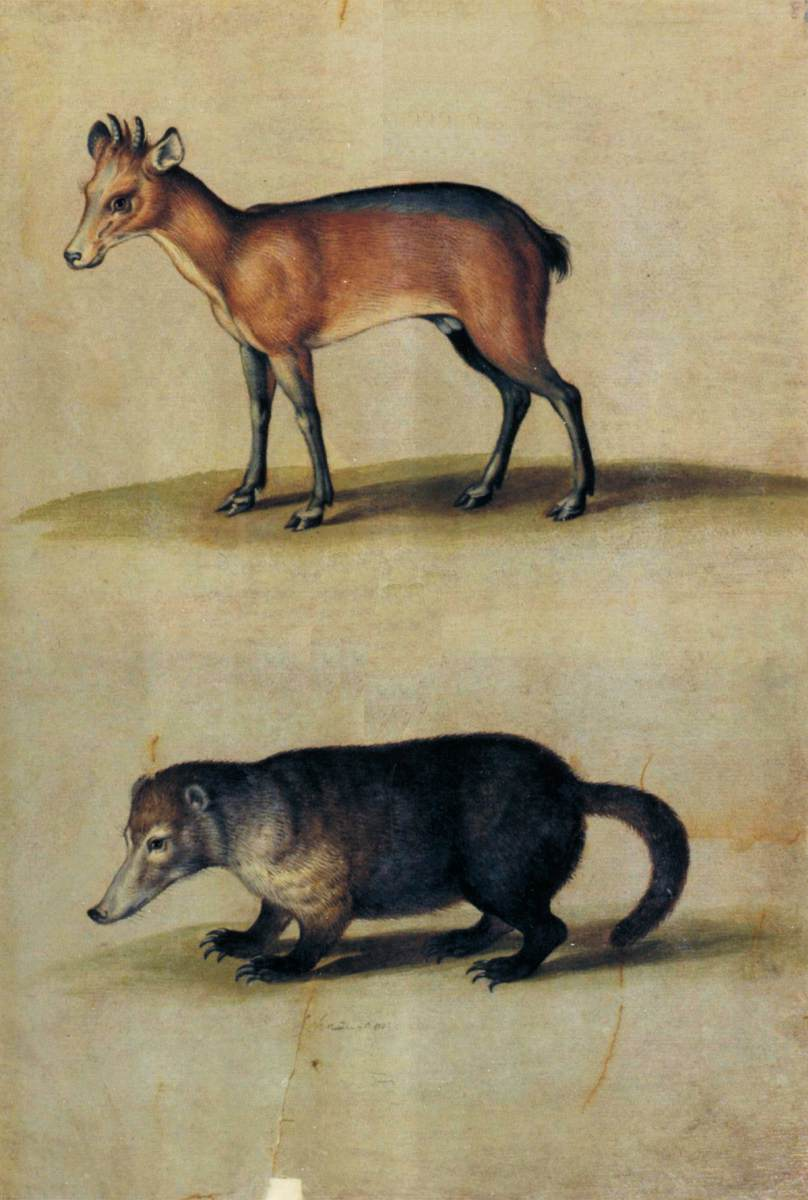